# Бистрица (Нова Варош)
Бистрица је насеље у Србији у општини Нова Варош у Златиборском округу. Према попису из 2022. било је 502 становника.
Овде се налазе Црква Св. Тројице у Бистрици, Манастир Бистрица и ОШ „Добрисав-Добрица Рајић” Бистрица.
ОШ „Добрисав-Добрица Рајић” Бистрица једна је од шест основних школа на територији општине Нова Варош. Школа је почела са радом 1885. године са 40 ученика. Од школске 1953/54. ради као осморазредна школе.
Црква Свете Тројице у Бистрици налази се на територији општине Нова Варош, у Бистрици, у приватној својини чији је власник Српска православна црква. Налази се на један километар од магистралног пута Пријепоље-Нова Варош. Црква је највероватније саграђена у другој половини 16. века.
Бистрица се дели на Горњу и Доњу и налази на истоименој реци која се улива у Лим. Доња Бистрица се налази на раскршћу путева за Нову Варош, Пријепоље и Прибој.
У Бистрици се налазе бројни засеоци, а неки од њих су Гобате, Челице, Беришевина, Лазине, Локва, шума испод Мргуље, Воденица, Бучевске Луке, Соколова, Водостан и многи други.
Кроз Бистрицу пролази магистрални пут који води ка црногорском приморју. На том путу се налази и фабрика Златар-пласт у којој се обрађује пластика, гума, а у склопу ње се налази и хладњача за прераду малине.
Манастир Бистрица припада Епархији милешевској Српске православне цркве.
Црква је подигнута у средњем веку за време Немањићa. Наиме, краљ Стефан Владислав је издао повељу овом манастиру између 1234 – 1243. године. Повељом се прописују обавезе зависних и манастиру потчињених становника. Почетком XIV века бистрички манастир је био поклоњен као метох манастиру Светих апостола Петра и Павла, a овај каснијe манастиру Хиландару. Као и остале цркве и манастири, вековима је био у рушевинама, a обновљен је у XIX веку. Црква је једнобродна, покривена двосливним кровом од шиндре. Према неким сазнањима, манастирски људи су још у XIII веку познавали технологију справљања пива.

## Демографија
У насељу Бистрица живи 657 пунолетних становника, а просечна старост становништва износи 44,9 година (41,5 код мушкараца и 48,5 код жена). У насељу има 283 домаћинства, а просечан број чланова по домаћинству је 2,80.
Једно од презимена пореклом из овог села су Власоњићи.
Ово насеље је великим делом насељено Србима (према попису из 2002. године).
|  |

| Демографија | Демографија | Демографија |
| Година      | Становника  | Становника  |
| ----------- | ----------- | ----------- |
| 1948.       | 1.276       |             |
| 1953.       | 1.430       |             |
| 1961.       | 1.529       |             |
| 1971.       | 1.356       |             |
| 1981.       | 1.185       |             |
| 1991.       | 940         | 938         |
| 2002.       | 791         | 797         |

| Етнички састав према попису из 2002.‍ | Етнички састав према попису из 2002.‍ | Етнички састав према попису из 2002.‍ | Етнички састав према попису из 2002.‍ | Етнички састав према попису из 2002.‍ |
| ------------------------------------ | ------------------------------------ | ------------------------------------ | ------------------------------------ | ------------------------------------ |
|                                      |                                      |                                      |                                      |                                      |
| Срби                                 | Срби                                 |                                      | 772                                  | 97,59%                               |
| Црногорци                            | Црногорци                            |                                      | 12                                   | 1,51%                                |
| Југословени                          | Југословени                          |                                      | 1                                    | 0,12%                                |
| непознато                            | непознато                            |                                      | 6                                    | 0,75%                                |

| Година пописа     | 1948. | 1953. | 1961. | 1971. | 1981. | 1991. | 2002. |
| ----------------- | ----- | ----- | ----- | ----- | ----- | ----- | ----- |
| Број домаћинстава | 215   | 233   | 291   | 313   | 322   | 303   | 283   |

| Број чланова      | 1  | 2  | 3  | 4  | 5  | 6  | 7 | 8 | 9 | 10 и више | Просек |
| ----------------- | -- | -- | -- | -- | -- | -- | - | - | - | --------- | ------ |
| Број домаћинстава | 69 | 93 | 37 | 29 | 29 | 19 | 6 | 1 | 0 | 0         | 2,80   |

| Пол    | Укупно | Неожењен/Неудата | Ожењен/Удата | Удовац/Удовица | Разведен/Разведена | Непознато |
| ------ | ------ | ---------------- | ------------ | -------------- | ------------------ | --------- |
| Мушки  | 336    | 99               | 210          | 20             | 7                  | 0         |
| Женски | 347    | 48               | 209          | 86             | 3                  | 1         |
| УКУПНО | 683    | 147              | 419          | 106            | 10                 | 1         |

| Пол    | Укупно                    | Пољопривреда, лов и шумарство | Рибарство                            | Вађење руде и камена | Прерађивачка индустрија       |
| ------ | ------------------------- | ----------------------------- | ------------------------------------ | -------------------- | ----------------------------- |
| Мушки  | 154                       | 9                             | 0                                    | 3                    | 89                            |
| Женски | 48                        | 6                             | 0                                    | 0                    | 21                            |
| УКУПНО | 202                       | 15                            | 0                                    | 3                    | 110                           |
| Пол    | Производња и снабдевање   | Грађевинарство                | Трговина                             | Хотели и ресторани   | Саобраћај, складиштење и везе |
| Мушки  | 5                         | 8                             | 7                                    | 2                    | 10                            |
| Женски | 1                         | 0                             | 2                                    | 5                    | 0                             |
| УКУПНО | 6                         | 8                             | 9                                    | 7                    | 10                            |
| Пол    | Финансијско посредовање   | Некретнине                    | Државна управа и одбрана             | Образовање           | Здравствени и социјални рад   |
| Мушки  | 0                         | 1                             | 11                                   | 4                    | 4                             |
| Женски | 0                         | 0                             | 0                                    | 5                    | 8                             |
| УКУПНО | 0                         | 1                             | 11                                   | 9                    | 12                            |
| Пол    | Остале услужне активности | Приватна домаћинства          | Екстериторијалне организације и тела | Непознато            | Непознато                     |
| Мушки  | 1                         | 0                             | 0                                    | 0                    | 0                             |
| Женски | 0                         | 0                             | 0                                    | 0                    | 0                             |
| УКУПНО | 1                         | 0                             | 0                                    | 0                    | 0                             |